# Ceratobatrachidae
Ceratobatrachidae är en familj av groddjur som ingår i ordningen stjärtlösa groddjur (Anura). Enligt Catalogue of Life omfattar familjen Ceratobatrachidae 82 arter. 
Familjens arten förekommer på Nya Guinea, på Salomonöarna, på Moluckerna, på Bismarckarkipelagen, på Amiralitetsöarna, i Fiji och kanske på några öar i Sydostasien.
Underfamiljer och släkten enligt Amphibian Species of the World och Catalogue of Life:
- Alcalinae
  - Alcalus, 4 arter.
- Ceratobatrachinae
  - Cornufer, 57 arter. (synonymer: Batrachylodes, Ceratobatrachus, Discodeles, Palmatorappia)
  - Platymantis, 30 arter.